# Vítěz (Bělehrad)
Vítěz (srbsky v latince Pobednik, v cyrilici Победник) je název pro sochu, nacházející se na soutoku řek Dunaj a Sáva na pevnosti Kalemegdan. Socha je symbolem srbské metropole Bělehradu. Jejím autorem je chorvatský sochař, Ivan Meštrović. Symbolizuje osvobození města od turecké nadvlády.
Socha vítěze o výšce 14 m drží v levé ruce holubici míru a dívá se směrem na západ, směrem k bývalému území Rakousko-Uherska. V pravé ruce drží meč. Původně měla být socha umístěna na Náměstí republiky, nicméně Kalemegdan byl nakonec zvolen jako důstojnější lokace, neboť je dobře vidět z většiny Bělehradu.
Socha byla slavnostně odhalena v roce 1928 k 10. výročí prolomení Soluňské fronty. Od té doby se objevuje téměř velmi často v souvislosti s Bělehradem. Po dlouhou dobu byla zobrazena při znělce zpravodajské relace Jugoslávské televize.